# T-Mobile Team 2007
Questa voce raccoglie le informazioni riguardanti la T-Mobile Team nelle competizioni ufficiali della stagione 2007.

## Stagione
La squadra ciclistica tedesca T-Mobile Team partecipò, nella stagione 2007, all'UCI ProTour. Con i suoi corridori totalizzò in quell'anno dieci vittorie nel circuito Pro e ventitré in quello Continental.

## Organico

### Staff tecnico
GM=General Manager, TM=Team Manager, DS=Direttore Sportivo.
|  | Naz.                   | Ruolo | Sportivo         |  |  |  |
|  | ---------------------- | ----- | ---------------- |  |  |  |
|  | Stati Uniti (bandiera) | GM    | Bob Stapleton    |  |  |  |
|  | Stati Uniti (bandiera) | TM    | Bruce Carmedelle |  |  |  |
|  | Germania (bandiera)    | TM    | Rolf Aldag       |  |  |  |
|  | Australia (bandiera)   | DS    | Allan Peiper     |  |  |  |
|  | Paesi Bassi (bandiera) | DS    | Tristan Hoffman  |  |  |  |
|  | Danimarca (bandiera)   | DS    | Brian Holm       |  |  |  |
|  | Italia (bandiera)      | DS    | Valerio Piva     |  |  |  |
|  | Germania (bandiera)    | DS    | Jan Schaffrath   |  |  |  |

### Rosa
|  | Naz.                     |  | Sportivo           | Anno |  |  |
|  | ------------------------ |  | ------------------ | ---- |  |  |
|  | Canada (bandiera)        |  | Michael Barry      | 1975 |  |  |
|  | Germania (bandiera)      |  | Eric Baumann       | 1980 |  |  |
|  | Italia (bandiera)        |  | Lorenzo Bernucci   | 1979 |  |  |
|  | Germania (bandiera)      |  | Marcus Burghardt   | 1983 |  |  |
|  | Regno Unito (bandiera)   |  | Mark Cavendish     | 1985 |  |  |
|  | Germania (bandiera)      |  | Gerald Ciolek      | 1986 |  |  |
|  | Australia (bandiera)     |  | Scott Davis        | 1979 |  |  |
|  | Austria (bandiera)       |  | Bernhard Eisel     | 1981 |  |  |
|  | Germania (bandiera)      |  | Linus Gerdemann    | 1982 |  |  |
|  | Germania (bandiera)      |  | Bert Grabsch       | 1975 |  |  |
|  | Germania (bandiera)      |  | André Greipel      | 1982 |  |  |
|  | Italia (bandiera)        |  | Giuseppe Guerini   | 1970 |  |  |
|  | Regno Unito (bandiera)   |  | Roger Hammond      | 1974 |  |  |
|  | Australia (bandiera)     |  | Adam Hansen        | 1981 |  |  |
|  | Nuova Zelanda (bandiera) |  | Greg Henderson     | 1976 |  |  |
|  | Ucraina (bandiera)       |  | Serhij Hončar      | 1970 |  |  |
|  | Lussemburgo (bandiera)   |  | Kim Kirchen        | 1978 |  |  |
|  | Germania (bandiera)      |  | Andreas Klier      | 1976 |  |  |
|  | Paesi Bassi (bandiera)   |  | Servais Knaven     | 1971 |  |  |
|  | Germania (bandiera)      |  | André Korff        | 1973 |  |  |
|  | Belgio (bandiera)        |  | Axel Merckx        | 1972 |  |  |
|  | Germania (bandiera)      |  | Aaron Olson        | 1978 |  |  |
|  | Danimarca (bandiera)     |  | Jakob Piil         | 1997 |  |  |
|  | Italia (bandiera)        |  | Marco Pinotti      | 1976 |  |  |
|  | Italia (bandiera)        |  | Morris Possoni     | 1984 |  |  |
|  | Rep. Ceca (bandiera)     |  | František Raboň    | 1983 |  |  |
|  | Australia (bandiera)     |  | Michael Rogers     | 1979 |  |  |
|  | Germania (bandiera)      |  | Stephan Schreck    | 1978 |  |  |
|  | Germania (bandiera)      |  | Patrick Sinkewitz* | 1980 |  |  |
|  | Germania (bandiera)      |  | Thomas Ziegler     | 1980 |  |  |

- * Licenziato dalla squadra dopo essere stato trovato positivo ad un controllo antidoping.

## Palmarès

### Corse a tappe
- Sachsen-Tour International

1ª tappa (André Greipel)
2ª tappa (André Greipel)
3ª tappa (Eric Baumann)
5ª tappa (Stephan Schreck)
- 3-Länder-Tour

1ª tappa (Gerald Ciolek)
3ª tappa (Marcus Burghardt)
5ª tappa (Marcus Burghardt)
- Eneco Tour

2ª tappa (Mark Cavendish)
Classifica a punti (Mark Cavendish)
- Circuit Franco-Belge

3ª tappa (Mark Cavendish)
- Giro di Danimarca

5ª tappa (Mark Cavendish)
- Quatre Jours de Dunkerque

3ª tappa (Mark Cavendish)
6ª tappa (Mark Cavendish)
- Ster Elektrotoer

4ª tappa (Mark Cavendish)
- Rheinland-Pfalz-Rundfahrt

Classifica generale (Mark Cavendish)
- Tour of Britain

Cronoprologo (Mark Cavendish)
1ª tappa (Mark Cavendish)
- Volta Ciclista a Catalunya

2ª tappa (Mark Cavendish)
6ª tappa (Mark Cavendish)
- Österreich-Rundfahrt

2ª tappa (Gerald Ciolek)
8ª tappa (Gerald Ciolek)
- Deutschland Tour

6ª tappa (Gerald Ciolek)
7ª tappa (Gerald Ciolek)
9ª tappa (Gerald Ciolek)
- Giro della Bassa Sassonia

3ª tappa (Gerald Ciolek)
- Volta ao Algarve

2ª tappa (Bernhard Eisel)
- Tour de France

7ª tappa (Linus Gerdemann)
- Vuelta a España

8ª tappa (Bert Grabsch)
13ª tappa (Andreas Klier)

### Corse in linea
- Scheldeprijs Vlaanderen (Mark Cavendish)
- Rund um den Henninger-Turm (Patrik Sinkewitz)
- Gand-Wevelgem (Marcus Burghardt)
- Lancaster Classic (Bernhard Eisel)
- Reading Classic (Bernhard Eisel)

### Campionati nazionali
- Campionato tedesco

Cronometro (Bert Grabsch)
- Campionato italiano

Cronometro (Marco Pinotti)

## Classifiche UCI

### UCI ProTour
Individuale
Piazzamenti dei corridori della T-Mobile Team nella classifica individuale UCI ProTour 2007.
| Pos. | Ciclista         | Punti |
| ---- | ---------------- | ----- |
| 7    | Kim Kirchen      | 170   |
| 46   | Roger Hammond    | 45    |
| 53   | Michael Rogers   | 42    |
| 55   | Marcus Burghardt | 41    |
| 66   | Gerald Ciolek    | 34    |
| 105  | Mark Cavendish   | 11    |
| 115  | Linus Gerdemann  | 10    |
| 122  | Marco Pinotti    | 8     |
| 128  | Bert Grabsch     | 8     |
| 133  | Andreas Klier    | 8     |
| 164  | Axel Merckx      | 5     |

Squadre
La squadra T-Mobile Team chiuse in tredicesima posizione con 212 punti.